# (5204) Herakleitos
(5204) Herakleitos  es un asteroide perteneciente al cinturón de asteroides, descubierto el 11 de febrero de 1988 por Eric Elst desde el Observatorio La Silla, en Chile.

## Designación y nombre
Herakleitos se designó al principio como 1988 CN2.
Más adelante fue nombrado en honor del filósofo de la Grecia clásica Heráclito (siglo VI a. C.).

## Características orbitales
Herakleitos orbita a una distancia media del Sol de 2,3387 ua, pudiendo acercarse hasta 2,2357 ua y alejarse hasta 2,4418 ua. Tiene una excentricidad de 0,0441 y una inclinación orbital de 6,3733° grados. Emplea en completar una órbita alrededor del Sol 1306 días.

## Características físicas
La magnitud absoluta de Herakleitos es 13,0. Tiene 13,137 km de diámetro. Su albedo se estima en 0,129.